# Argentine Connection Bridge
Die Argentine Connection Bridge (auch Argentine Connection Flyover) ist eine zweigleisige Eisenbahnbrücke der Kansas City Terminal Railway (KCTR) über die Santa Fe Junction an der Grenze zwischen Kansas City (Missouri) und Kansas City (Kansas). Sie wurde 2004 zur Entlastung des stark frequentierten Eisenbahnknotens errichtet und führt in einer dritten Ebene die Ost-West-Verbindung der BNSF Railway zum namensgebenden Argentine Yard. Dabei quert die Brücke mehrere Gleise von Nord-Süd-Verbindungen auf Bodenebene und die teils darüber verlaufende zweigleisige Zufahrt zur oberen Ebene der Highline Bridge der KCTR im Nordwesten (Doppelstockbrücke über den Kansas River).

## Geschichte
Anfang der 2000er Jahre fuhren täglich über 125 Züge in zwei Ebenen über die Santa Fe Junction der KCTR, wobei es auf Bodenebene einige Schienenkreuzungen gab, die den Verkehrsfluss behinderten. Mit Unterstützung des Missouri Department of Transportation und dem Unified Government of Kansas City, Kan./Wyandotte County plante die KCTR für 120 Mio. US-Dollar die Umgestaltung des wichtigen Eisenbahnknotens. Für jeweils 60 Mio. US$ wurden bis 2005 die westlich gelegenen Highline Bridge über den Kansas River überholt und bis 2004 eine zweigleisige Überführung für die etwa 60 Züge der BNSF Railway und Amtrak (Southwest Chief) gebaut, die täglich entlang der Ost-West-Verbindung von und zum Argentine Yard verkehren. Für die Argentine Connection Bridge waren zudem umfangreiche Änderungen im Gleisverlauf der Santa Fe Junction nötig, die im September 2004 abgeschlossen waren.

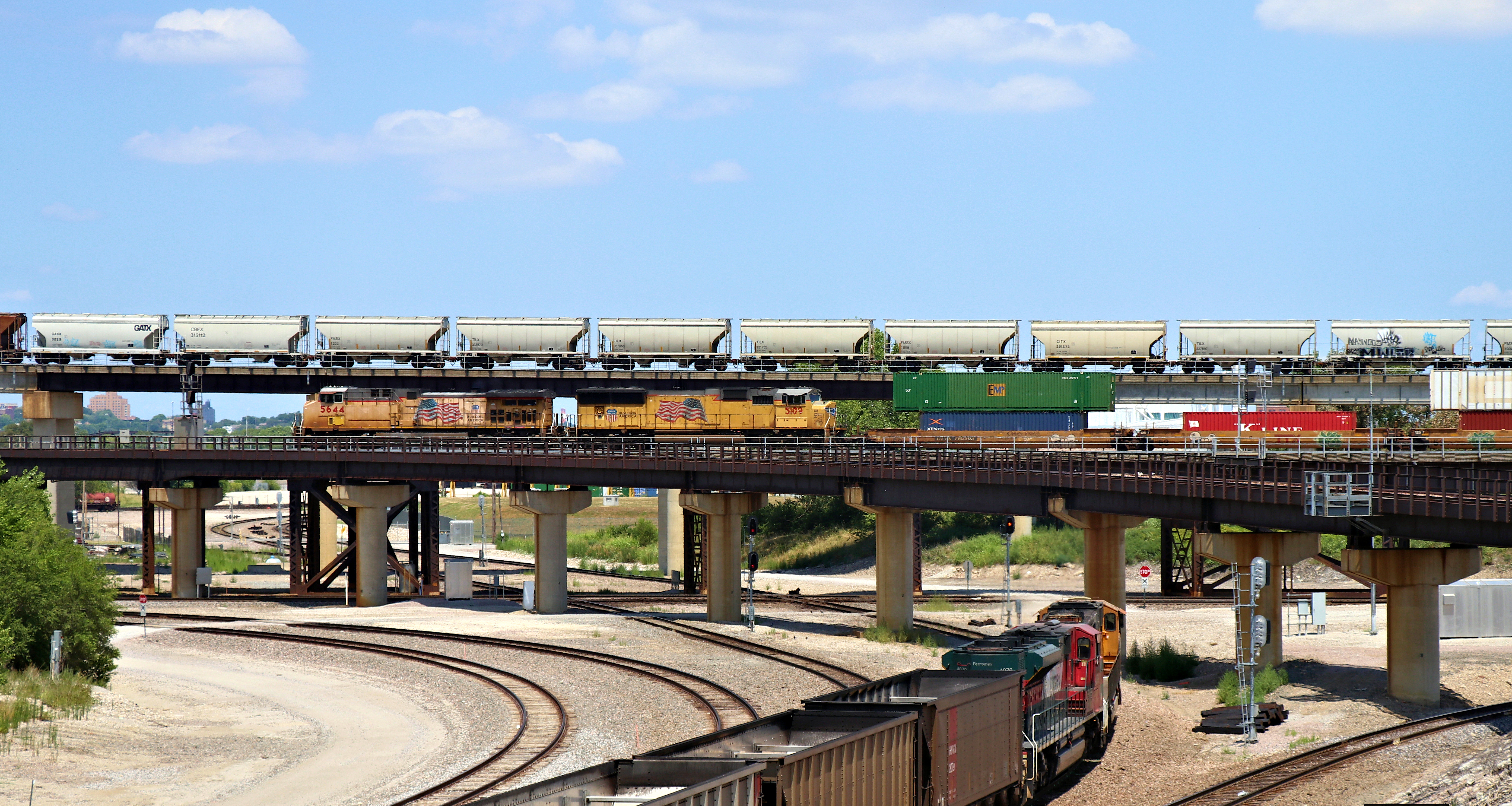
Gleisverlauf des Eisenbahnknotens in drei Ebenen, oben die Argentine Connection Bridge
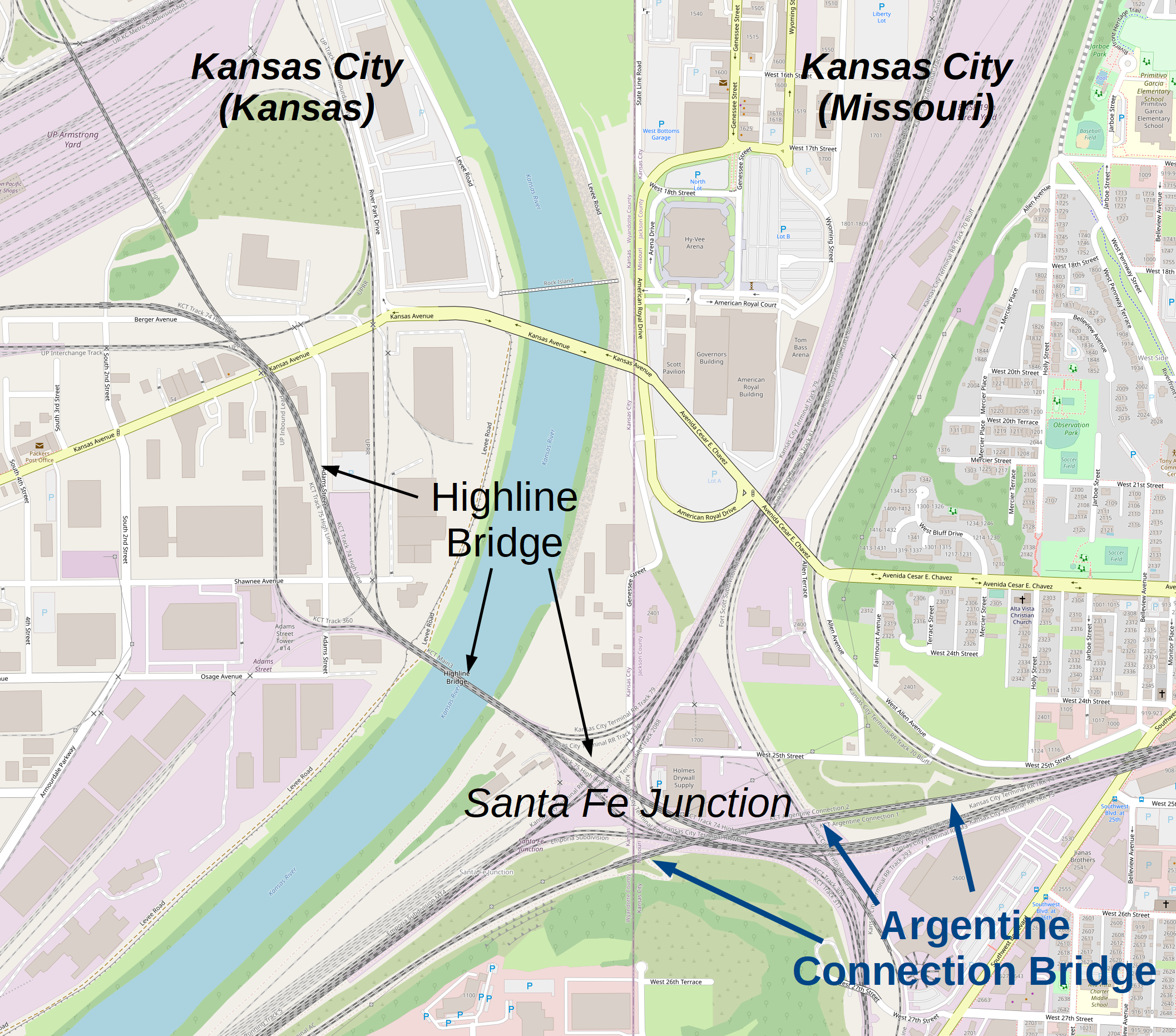
Lage der Santa Fe Junction östlich des Kansas River
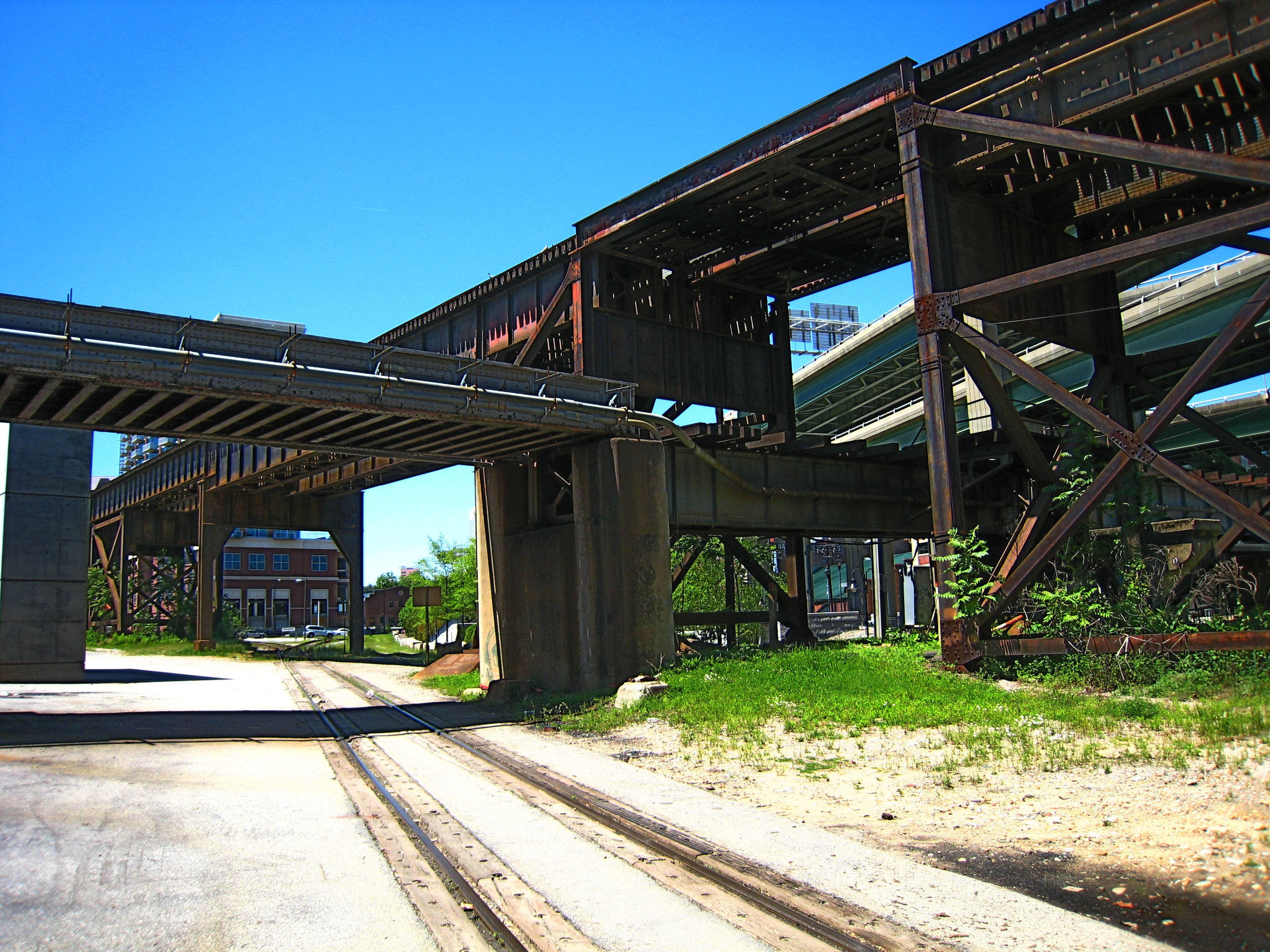
Die Triple Crossing in Richmond (Virginia) aus dem Jahre 1901

Neben der Triple Crossing in Richmond (Virginia) ist die Santa Fe Junction der zweite Eisenbahnknoten in den USA, wo auf drei Ebenen Gleise kreuzen.

## Beschreibung
Die 756 Meter lange Eisenbahnbrücke besteht aus 31 Brückenfeldern, die aus jeweils vier parallelen Balkenträgern pro Gleis aufgebaut sind. Die Konstruktion der Träger von 23 Brückenfeldern ist aus Spannbeton und acht sind als Stahl-Vollwandträger ausgeführt, wobei letztere für die großen Spannweiten von bis zu 40 Meter verwendet wurden. Die Träger ruhen auf je zwei runden Stahlbetonpfeilern, die im oberen Bereich verbunden sind. An einigen Stellen der Santa Fe Junction konnten die Träger aufgrund des Gleisverlaufes und unterirdischer Infrastruktur nicht direkt auf den Pfeilern platziert werden und ruhen hier auf zusätzlichen Stahl-Querträgern, die von jeweils zwei separaten runden Stahlbetonpfeilern getragen werden. Einschließlich der Zufahrtsrampen betrug die Länge des zweigleisigen Ausbaus 2,8 Kilometer.
Die Höhe der Gleisebene der Highline der gleichnamigen Doppelstockbrücke, die die Zwischenebene des Eisenbahnknotens bildet, beträgt 30 ft (9 m), die maximale Höhe der oberen Gleisebene auf der Argentine Connection Bridge 80 ft (24 m).